# Mazałat
Mazałat (bułg. Мазалат) – schronisko turystyczne w Starej Płaninie w Bułgarii.

## Opis i położenie
Znajduje się w głównym grzbiecie w miejscu o nazwie Mandiszteto. Jest to murowany dwukondygnacyjny budynek o pojemności 34 miejsc z wewnętrznymi umywalniami i zewnętrznymi węzłami sanitarnymi. Ma dostęp do wody bieżącej, prądu na agregat; ogrzewane jest piecem. Dysponuje kuchnią turystyczną i jadalnią. Na miejscu są dwa drewniane domki o całkowitej pojemności 30 miejsc z zewnętrznymi węzłami sanitarnymi i umywalniami. Schronisko to jest na trasie europejskiego długodystansowego szlaku pieszego E3 ( Kom - Emine).
Sąsiednie obiekty turystyczne:
- schronisko Uzana – 3,30 godz.
- schronisko Tyża – 3,30 godz
- schronisko Mandra – 3,30 godz.
- schronisko Sokolna – 4,30 godz.
- schron Golam Kademlija – 3,30 godz.

Wszystkie szlaki są znakowane.
Punkty wyjściowe:
- Stokite (przysiółek Łygyt) – 3 godz.
- Skobelewo – 4,30 godz.
- Tyrniczeni – 6,30 godz.